# ایستگاه راه‌آهن هکنی مرکزی
ایستگاه راه‌آهن هکنی مرکزی (انگلیسی: Hackney Central railway station) یک ایستگاه راه‌آهن در لندن، انگلستان است که جزئی از خط شمال متروی زمینی لندن است.
این ایستگاه که در ناحیه هکنی مرکزی قرار دارد در سال ۱۸۵۰ میلادی تأسیس شده‌است.